# Fe y Constitución

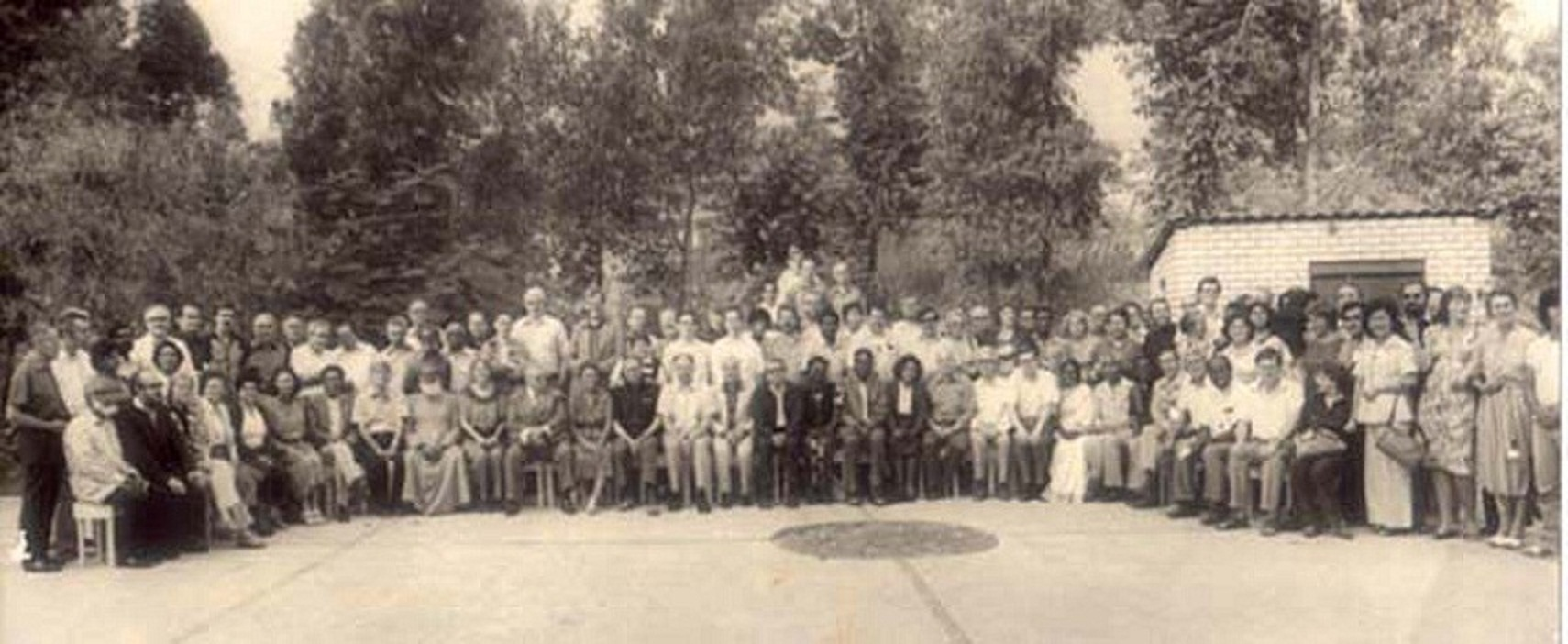
La Comisión de Fe y Orden de la Reunión Mundial del CMI en 1982 en Lima, Perú. En esta asamblea se lanzó el famoso documento BEM.

Fe y Constitución (en inglés: Faith and Order) es un movimiento ecuménico que comenzó en la Conferencia Misionera Mundial de Edimburgo, 1910. Su gestor fue el Obispo Charles H. Brent de la Iglesia Episcopal en los Estados Unidos de América.

## Historia
Para su mantenimiento se creó un Comité de Continuación ecuménico en una reunión preliminar realizada en Ginebra (Suiza), en agosto de 1920. Este Comité se reunió en Estocolmo, Suecia el año 1925 para programar la primera Conferencia del movimiento que se realizaría dos años después.
Fundado oficialmente en la Conferencia Mundial de Fe y Constitución en Lausana (Suiza), el año 1927.
Se realizó una segunda Conferencia Mundial de Fe y Constitución en Edimburgo, Escocia el año 1937.

### Origen del Movimiento
A finales del siglo XIX un grupo de teólogos, entre los que se encontraba Gunnar Rossendal, comenzó a trabajar en la creación de una Liga Internacional de Fe y Constitución Apostólica.
El grupo representativo de esta idea participó en la Conferencia Misionera Mundial en la forma de la Comisión de Fe y Constitución, en cuyo seno se idearon los principios y forma del movimiento.